# Baikit
Baikit (en ruso: Байкит) es una localidad rural ubicada en la zona central del krai de Krasnoyarsk, Rusia, a orillas del río Tunguska Pedregoso —un afluente por la derecha del Yeniséi—. Su población en el año 2010 era de 3500 habitantes.

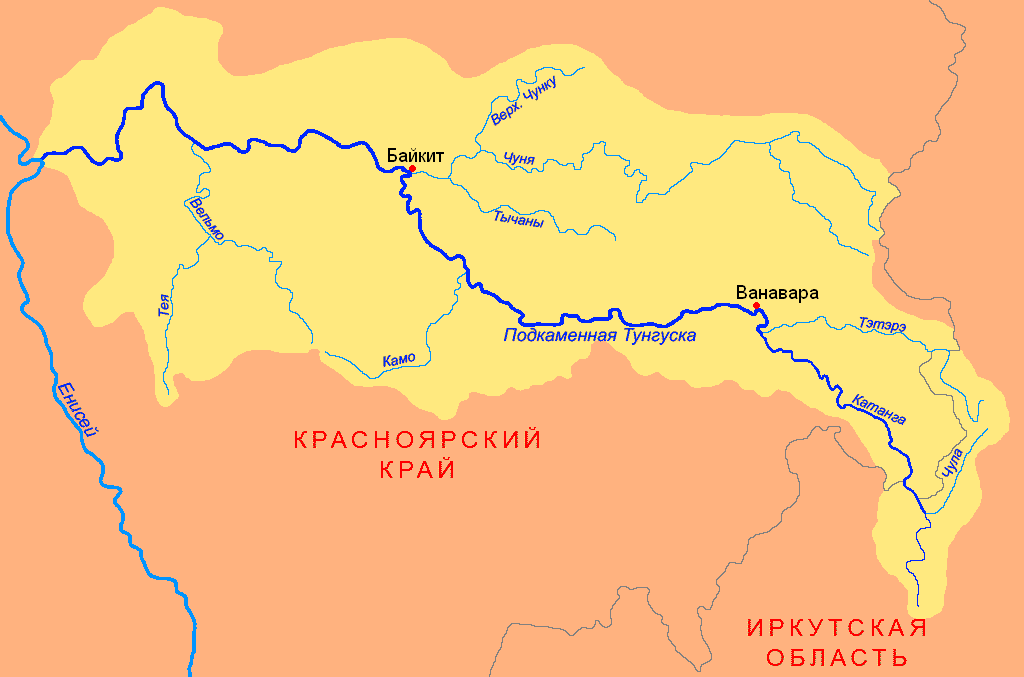
Baikit (Байкит) en un mapa del río Tunguska Pedregoso

## Transporte
La localidad cuenta con un aeropuerto.

## Clima
Posee un clima subpolar, con inviernos extremadamente fríos con temperaturas de -30 °C en enero, y en verano de 15 °C. Las precipitaciones son bastantes escasas, si bien significativamente mayores en verano que en cualquier otra época del año.
| Parámetros climáticos promedio de Baikit (1991-2020) | Parámetros climáticos promedio de Baikit (1991-2020) | Parámetros climáticos promedio de Baikit (1991-2020) | Parámetros climáticos promedio de Baikit (1991-2020) | Parámetros climáticos promedio de Baikit (1991-2020) | Parámetros climáticos promedio de Baikit (1991-2020) | Parámetros climáticos promedio de Baikit (1991-2020) | Parámetros climáticos promedio de Baikit (1991-2020) | Parámetros climáticos promedio de Baikit (1991-2020) | Parámetros climáticos promedio de Baikit (1991-2020) | Parámetros climáticos promedio de Baikit (1991-2020) | Parámetros climáticos promedio de Baikit (1991-2020) | Parámetros climáticos promedio de Baikit (1991-2020) | Parámetros climáticos promedio de Baikit (1991-2020) |
| Mes                                                  | Ene.                                                 | Feb.                                                 | Mar.                                                 | Abr.                                                 | May.                                                 | Jun.                                                 | Jul.                                                 | Ago.                                                 | Sep.                                                 | Oct.                                                 | Nov.                                                 | Dic.                                                 | Anual                                                |
| ---------------------------------------------------- | ---------------------------------------------------- | ---------------------------------------------------- | ---------------------------------------------------- | ---------------------------------------------------- | ---------------------------------------------------- | ---------------------------------------------------- | ---------------------------------------------------- | ---------------------------------------------------- | ---------------------------------------------------- | ---------------------------------------------------- | ---------------------------------------------------- | ---------------------------------------------------- | ---------------------------------------------------- |
| Temp. máx. abs. (°C)                                 | 0.1                                                  | 0.8                                                  | 12.3                                                 | 21.4                                                 | 32.1                                                 | 36.4                                                 | 36.3                                                 | 33.4                                                 | 26.7                                                 | 19.4                                                 | 5.5                                                  | 3.7                                                  | 36.4                                                 |
| Temp. máx. media (°C)                                | -24.9                                                | -17.7                                                | -5.2                                                 | 3.4                                                  | 11.4                                                 | 21.4                                                 | 24.3                                                 | 19.7                                                 | 10.7                                                 | -0.5                                                 | -15.2                                                | -24.2                                                | 0.3                                                  |
| Temp. media (°C)                                     | -29.1                                                | -23.7                                                | -12.2                                                | -2.7                                                 | 5.1                                                  | 14.3                                                 | 17.3                                                 | 13.3                                                 | 5.4                                                  | -4.1                                                 | -19.5                                                | -28.1                                                | -5.3                                                 |
| Temp. mín. media (°C)                                | -32.7                                                | -28.6                                                | -18.6                                                | -8.5                                                 | -0.6                                                 | 7.8                                                  | 11.1                                                 | 8.1                                                  | 1.6                                                  | -7.1                                                 | -23.2                                                | -31.7                                                | -10.2                                                |
| Temp. mín. abs. (°C)                                 | -55.9                                                | -55.2                                                | -45.8                                                | -36.1                                                | -23.4                                                | -7.6                                                 | -2.1                                                 | -4.2                                                 | -14.1                                                | -35.3                                                | -54.3                                                | -56.5                                                | -56.5                                                |
| Precipitación total (mm)                             | 28                                                   | 22                                                   | 25                                                   | 30                                                   | 38                                                   | 48                                                   | 61                                                   | 72                                                   | 57                                                   | 59                                                   | 43                                                   | 34                                                   | 517                                                  |
| Días de precipitaciones (≥ 1 mm)                     | 10.1                                                 | 6.8                                                  | 6.5                                                  | 6.7                                                  | 9.0                                                  | 9.4                                                  | 8.0                                                  | 11.6                                                 | 10.7                                                 | 12.6                                                 | 13.2                                                 | 11.3                                                 | 115.9                                                |
| Horas de sol                                         | 32                                                   | 96                                                   | 166                                                  | 215                                                  | 236                                                  | 266                                                  | 289                                                  | 186                                                  | 115                                                  | 66                                                   | 44                                                   | 15                                                   | 1726                                                 |
| Fuente n.º 1: Погода и климат                        |                                                      |                                                      |                                                      |                                                      |                                                      |                                                      |                                                      |                                                      |                                                      |                                                      |                                                      |                                                      |                                                      |
| Fuente n.º 2: NOAA (Horas de sol, 1961-1990)         |                                                      |                                                      |                                                      |                                                      |                                                      |                                                      |                                                      |                                                      |                                                      |                                                      |                                                      |                                                      |                                                      |